# Troy Hudson
Pour les articles homonymes, voir Hudson.
Troy Hudson, né le 13 mars 1976 à Carbondale dans l'Illinois, est un joueur américain de basket-ball évoluant au poste de meneur.

## Carrière
Après avoir réalisé son cursus universitaire à l'université du Missouri puis à celle de Southern Illinois, il se présente à la Draft 1997 de la NBA après sa saison junior universitaire.
Hudson n'est pas drafté mais gagne sa place dans l'effectif du Jazz de l'Utah. Après deux mois dans l'équipe, il est laissé libre par le Jazz le 28 décembre 1997. Il part ensuite en Continental Basketball Association aux Yakima Sun Kings.
Le 22 janvier 1999, il signe avec les Timberwolves du Minnesota mais il est coupé le 3 février sans avoir disputé une seule rencontre.
Il commence la saison 2008-2009 en CBA chez le Skyforce de Sioux Falls.
Le 23 mars 1999, il signe un contrat de dix jours avec les Clippers de Los Angeles. Le 3 avril, il signe un second contrat de dix jours. Le 13 avril, il signe avec les Clippers pour le reste de la saison.
Le 27 mars 2000, il est coupé par les Clippers après avoir passé deux saisons à Los Angeles.
Le 10 août 2000, il signe en tant que free agent avec le Magic d'Orlando. Ses performances lors de sa deuxième année avec Orlando (2001-2002) ont été assez prometteuses, avec notamment une moyenne de 11,7 points par match pour 23 minutes environ en participant à 81 rencontres sur 82.
Le 26 août 2002, il signe en tant que free agent avec les Timberwolves du Minnesota pour remplacer le blessé Terrell Brandon. Sa première saison avec eux a été satisfaisante, avec 14,2 points pour 33 minutes. Il reçoit le surnom de Laker Killer pour ses matchs lors des playoffs 2003 contre les Lakers de Los Angeles où il marque 23,5 points en moyenne par match mais ne peut empêcher l'élimination de son équipe 4 matches à 2. Après avoir signé une extension de contrat en 2003, Hudson connaît plusieurs blessures ce qui diminue sa productivité. En novembre 2005, il entame sa quatrième saison avec les Wolves. Il ne joue que 70 rencontres sur deux saisons, entre 2005 et 2007.
Le 4 août 2007, il est coupé par les Timberwolves.
Le 24 septembre 2007, il signe en tant que free agent avec les Warriors de Golden State. Il ne participe qu'à neuf rencontres avec les Warriors durant la saison 2007-2008. Après son opération de la hanche le 10 janvier 2008, il est coupé par les Warriors le 28 janvier 2008 pour faire une place à Chris Webber.
Durant sa carrière NBA, il tourne à 9,0 points de moyenne par match.
Le 31 octobre 2012, Hudson signe avec le Skyforce de Sioux Falls en D-League. Après avoir lutté contre les blessures, il décide de prendre sa retraite à la fin du mois de janvier 2013.